# 1041 Asta
1041 Asta là một tiểu hành tinh vành đai chính. Nó được phát hiện bởi Karl Wilhelm Reinmuth ngày 22 tháng 3 năm 1925. Tên ban đầu của nó là 1925 FA.